# Санту Лусурђу
Санту Лусурђу (итал. Santu Lussurgiu) је насеље у Италији у округу Ористано, региону Сардинија.
Према процени из 2011. у насељу је живело 2394 становника. Насеље се налази на надморској висини од 536 м.

## Географија
| Клима (Санту Лусурђу)      | Клима (Санту Лусурђу) | Клима (Санту Лусурђу) | Клима (Санту Лусурђу) | Клима (Санту Лусурђу) | Клима (Санту Лусурђу) | Клима (Санту Лусурђу) | Клима (Санту Лусурђу) | Клима (Санту Лусурђу) | Клима (Санту Лусурђу) | Клима (Санту Лусурђу) | Клима (Санту Лусурђу) | Клима (Санту Лусурђу) | Клима (Санту Лусурђу) |
| Показатељ \ Месец          | .Јан.                 | .Феб.                 | .Мар.                 | .Апр.                 | .Мај.                 | .Јун.                 | .Јул.                 | .Авг.                 | .Сеп.                 | .Окт.                 | .Нов.                 | .Дец.                 | .Год.                 |
| -------------------------- | --------------------- | --------------------- | --------------------- | --------------------- | --------------------- | --------------------- | --------------------- | --------------------- | --------------------- | --------------------- | --------------------- | --------------------- | --------------------- |
| Средњи максимум, °C (°F)   | 9,3 (48,7)            | 10,0 (50)             | 12,4 (54,3)           | 15,0 (59)             | 19,8 (67,6)           | 24,2 (75,6)           | 28,3 (82,9)           | 28,3 (82,9)           | 24,6 (76,3)           | 19,1 (66,4)           | 13,7 (56,7)           | 10,5 (50,9)           | 28,3 (82,9)           |
| Средњи минимум, °C (°F)    | 3,7 (38,7)            | 3,7 (38,7)            | 5,1 (41,2)            | 7,0 (44,6)            | 10,4 (50,7)           | 13,8 (56,8)           | 16,6 (61,9)           | 17,0 (62,6)           | 14,6 (58,3)           | 10,9 (51,6)           | 7,5 (45,5)            | 5,1 (41,2)            | 3,7 (38,7)            |
| Количина падавина, mm (in) | 70 (27,6)             | 90 (35,4)             | 60 (23,6)             | 40 (15,7)             | 50 (19,7)             | 20 (7,9)              | 0 (0)                 | 10 (3,9)              | 40 (15,7)             | 70 (27,6)             | 80 (31,5)             | 90 (35,4)             | 620 (244)             |
| [ тражи се извор ]         |                       |                       |                       |                       |                       |                       |                       |                       |                       |                       |                       |                       |                       |

## Становништво
| 1931. | 1936. | 1951. | 1961. | 1971. | 1981. | 1991. | 2001. | 2011. |
| ----- | ----- | ----- | ----- | ----- | ----- | ----- | ----- | ----- |
| 4.198 | 4.264 | 4.130 | 3.813 | 3.185 | 3.030 | 2.908 | 2.664 | 2.440 |